# Marumba saishiuana
Marumba saishiuana är en fjärilsart som beskrevs av Okamoto 1924. Marumba saishiuana ingår i släktet Marumba och familjen svärmare. Inga underarter finns listade i Catalogue of Life.

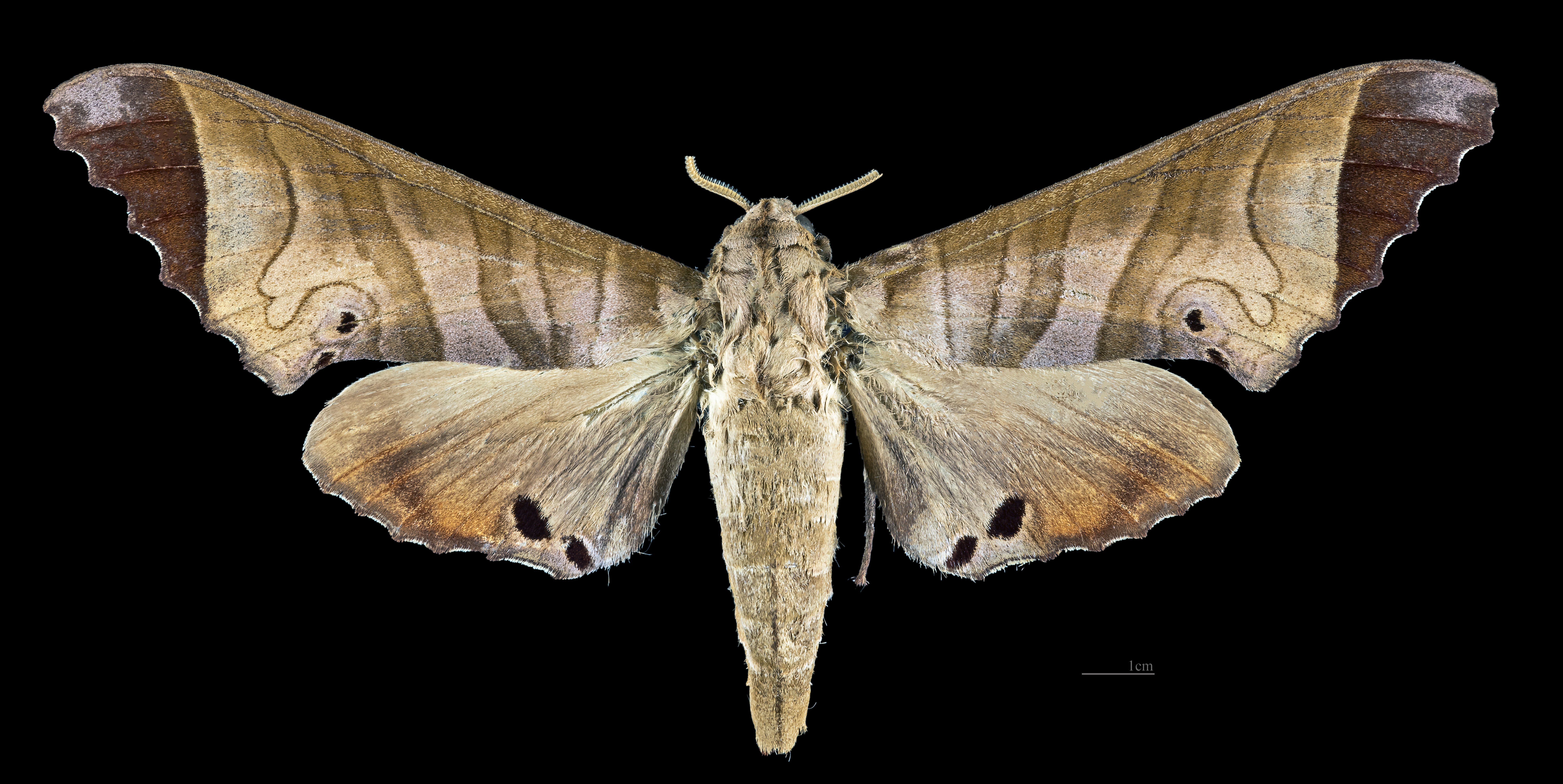
Marumba saishiuana  ♀
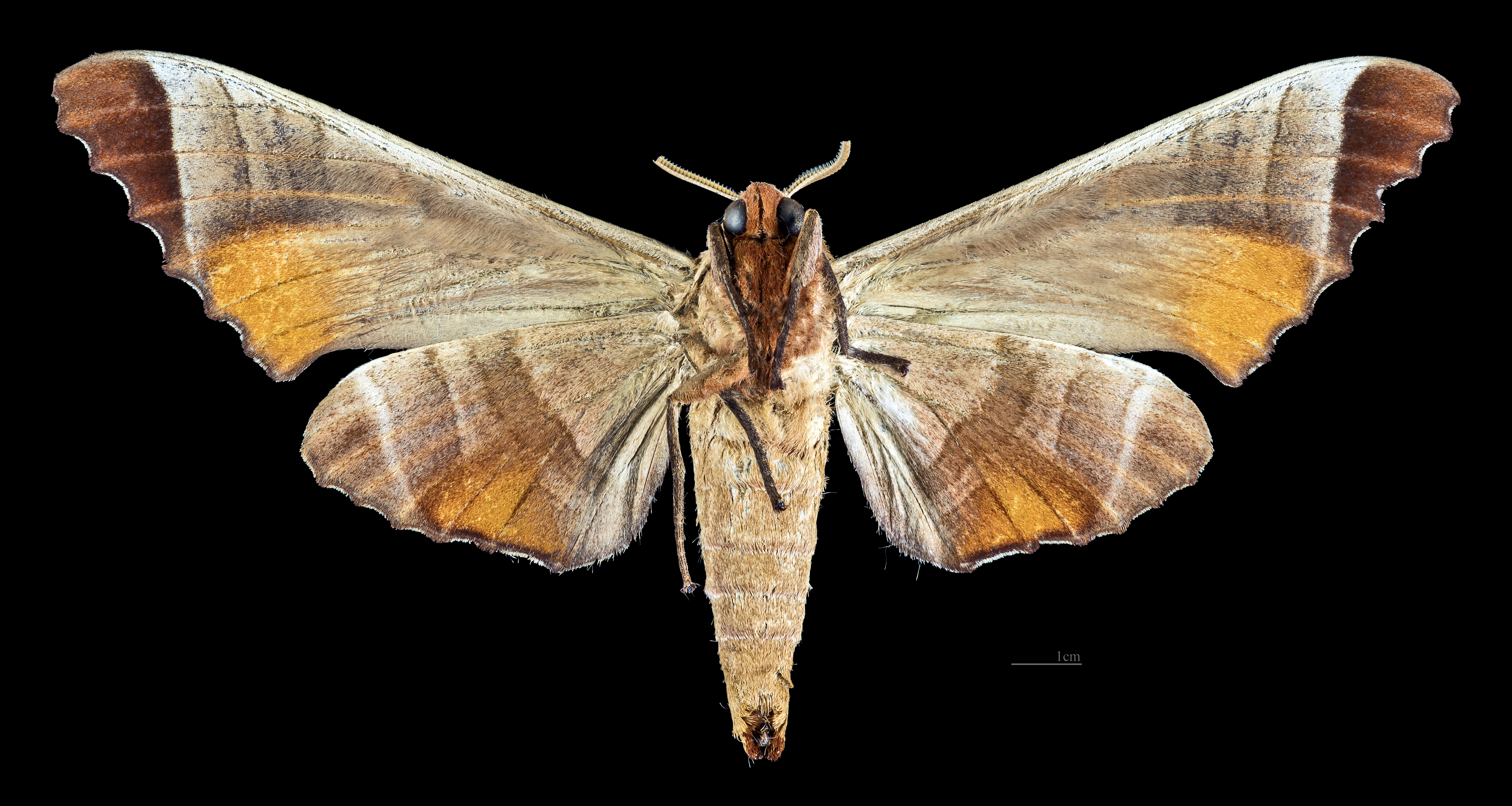
Marumba saishiuana ♀ △